# Spaced out

Spaced Out (Outer Touch) est une comédie érotique de science-fiction britannique réalisée par Norman J. Warren, sortie en 1979. 

## Synopsis

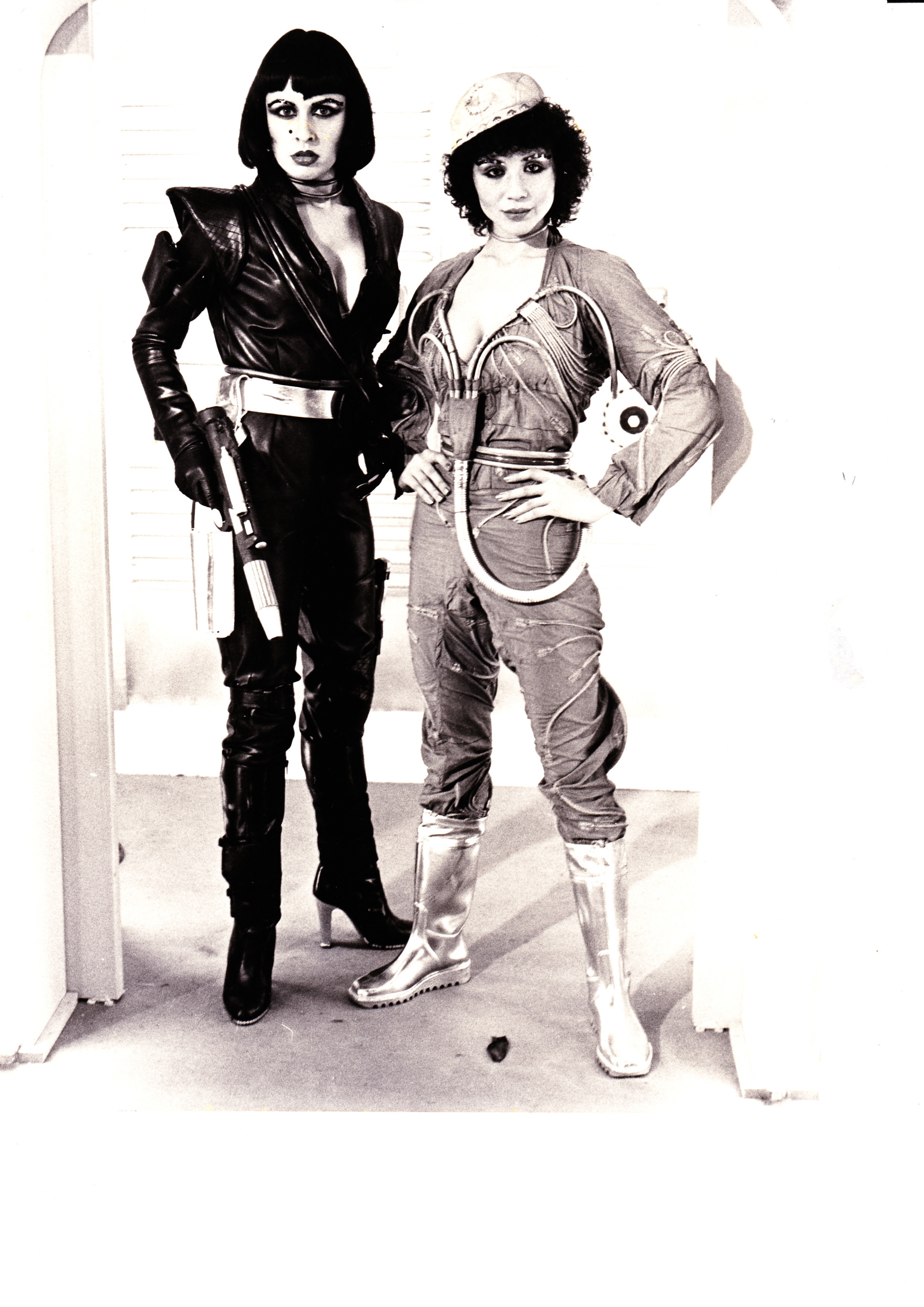
Kate Ferguson et Ava Cadell dans leurs costumes du film.

Un OVNI atterrit en catastrophe sur la Terre, avec trois créatures extraterrestres féminines d'apparence humaine. Quatre Terriens (trois hommes et une femme) se trouvent à proximité du champ sur lequel s'est posé le vaisseau. Intrigués par ce qu'ils croient d'abord être une discothèque ambulante, ils décident d'y entrer et sont rapidement capturées et confinées dans une pièce. Alors que des vaches s'approchent à leur tour du vaisseau, les extraterrestres se croient encerclées et menacées. Elles repartent en urgence malgré les dysfonctionnements techniques non résolus et malgré la présence des Terriens à bord. Ayant endommagé leur cargaison dans la manœuvre, elles envisagent de vendre les Terriens à un zoo privé sur Bételgeuse. Venant d'une civilisation exclusivement féminine, elles sont étonnées par l'apparence physique des hommes. Décidant d'étudier les comportements sexuels humains, elles vont progressivement se livrer à toutes sortes de tests et d'expériences. À la suite d'un scan biologique et de divers quiproquos, Willy, jeune puceau, est considéré par les extraterrestres comme étant un être exceptionnel pour ses supposées capacités à la fois physiques, intellectuelles et sexuelles.

## Fiche technique
- Titre français : Spaced Out
- Titre original : Outer Touch
- Réalisation : Norman J. Warren
- Scénario : Andrew Payne d'après une idée originale de David Speechley
- Musique : Emil Zoghby
- Photographie : John Metcalfe et Peter Sinclair
- Montage : Jim Elderton
- Direction artistique : Hayden Pearce
- Production : David Speechley
- Société de production : Three-Six-Two Film Productions
- Pays de production :  Royaume-Uni
- Genre : Comédie érotique de science-fiction
- Langue originale : anglais
- Format : couleur (Technicolor) - 1,33:1 - mono
- Durée : 77 minutes
- Dates de sortie : 
  - Royaume-Uni : 31 juillet 1979
  - États-Unis : 29 août 1980 (sortie limitée) ; 11 décembre 1981 (sortie nationale)

## Distribution]
- Barry Stokes : Oliver
- Tony Maiden (en) : Willy
- Glory Annen (en) : Cosia
- Michael Rowlatt : Cliff
- Ava Cadell (en) : Partha, l'ingénieure du vaisseau
- Kate Ferguson : la capitaine du vaisseau
- Lynne Ross : Prudence, la fiancée d'Oliver
- Noel Davis : l'ordinateur de bord (voix)
- Bill Mitchell : le juke-box Wurlitzer psychologue (voix)